# Бийский уезд
Би́йский уе́зд (до 1898 — Би́йский о́круг) — административная единица в Томской губернии и Алтайской губернии в XIX — начале XX века. Уездный город — Бийск.

## История
Бийский уезд в составе Томской губернии был образован в 1804 году. С 1822 по 1898 годы именовался Бийским округом. В 1894 году из Бийского уезда часть волостей были выделены в отдельный самостоятельный Змеиногорский округ. В июне 1917 году Бийский уезд вошёл в состав новой Алтайской губернии. В 1918 году из южной части Бийского уезда был образован Каракорумский уезд. 12 августа 1922 года Айская волость была передана из Горноалтайского уезда в Бийский. Уезды были упразднены в 1924—1925 гг., система административно-территориального деления от уездов и волостей переходила к системе районов. На территориях бывших Бийского, Змеиногорского и Каракорумского уездов были созданы созданы районы, в целом сохранившиеся и сегодня.

## Население
По данным переписи 1897 года в округе проживало 337,0 тыс. чел. В том числе русские — 85,3 %; алтайцы и татары — 12,3 %.

## Административное деление
В 1913 году уезд состоял из 25 волостей:
| - Айская, - Алтайская, - Бащелакская — с. Малый Бащелак, - Бийская — с. Буланихинское, - Верх-Ануйская, - Енисейская, - Катандинская, - Кокшинская, - Коробинская, - Куяганская, | - Михайловская, - Нижне-Чарышская — с. Усть-Каменный Исток, - Ново-Обинская — с. Ново-Обинское, - Новиковская, - Паутовская, - Пристаньская — с. Усть-Чарышская Пристань, - Покровская — с. Петровское, - Петропавловская, - Смоленская, - Старо-Тарышкинская, | - Солонешинская, - Сростинская, - Сычёвская, - Троицкая — с. Старо-Бардинское, - Шебалинская, - Шубенская. |

(Более полный список волостей уезда: Волости Томской губернии (Бийский уезд))